# Brooke D'Orsay
Brooke D'Orsay (Toronto, 17 febbraio 1982) è un'attrice e doppiatrice canadese.

## Biografia
Esordisce al cinema nel 2001, nel film Why Can't I Be a Movie Star? nel ruolo di Jennifer Kruz.
In seguito ha lavorato in diversi ruoli sul piccolo schermo: Ellen in Doc, Justine in Soul Food e Felicity Fury in quattro episodi di Ace Lightning.

## Carriera
Brooke ha recitato in molti ruoli che sentiva adatti a lei.
Con il sostegno di suo fratello, John, è stata in grado di recitare ruoli in Boygirl - Questione di... sesso (2006) come Breanna; in Room 10 (2006) come Jessica.
È comparsa in The Big Bang Theory come Christy ed in How I Met Your Mother come Margaret. Ha avuto un ruolo fisso in Provaci ancora Gary come Sasha, il boss della rete di radio sportive.
Interpreta ora il ruolo di Paige Collins nella serie televisiva Royal Pains (2010-2016) e di Deb Dobkins, la modella che muore e si reincarna, in Drop Dead Diva. Il personaggio in cui rivive, l'avvocato Jane Bingum, è interpretato da un'altra Brooke, Brooke Elliott. A partire dal 2012 prende parte ad alcuni episodi della serie televisiva Due uomini e mezzo, interpretando il ruolo di Kate.

## Vita privata
Brooke D'Orsay è stata la “Nestea Girl” poi una ballerina della troupe hip hop "Rise".
Inoltre, suo fratello Giovanni D'Orsay è il chitarrista solista in Blind.

## Filmografia

### Cinema
- Why Can't I Be a Movie Star?, regia di Albert Nerenberg (2001)
- 19 Months, regia di Randall Cole (2002)
- My Life as a Movie, regia di Gary Burns (2003)
- American Trip - Il primo viaggio non si scorda mai (Harold & Kumar Go to White Castle), regia di Danny Leiner (2004)
- King's Ransom, regia di Jeffrey W. Byrd (2005)
- Boygirl - Questione di... sesso (It's a Boy Girl Thing), regia di Nick Hurran (2006)

### Televisione
- Doc – serie TV, episodio 2x13 (2002)
- Everybody's Doing It, regia di Jeff Beesley – film TV (2002)
- Soul Food – serie TV, episodio 2x18 (2002)
- Una nuova vita per Zoe (Wild Card) – serie TV, episodio 1x13 (2003)
- Una miss tutta tonda (Beautiful Girl), regia di Douglas Barr – film TV (2003)
- The Republic of Love, regia di Deepa Mehta – film TV (2003)
- Medical Investigation – serie TV, episodio 1x06 (2004)
- Ace Lightning – serie TV 4 episodi (2004)
- Then Comes Marriage, regia di Gerry Cohen – film TV (2004)
- 6teen – serie TV 90 episodi (2004-2010) (voce)
- Amore e patatine (Life on a Stick) – serie TV, episodio 1x07 (2005)
- Corner Gas – serie TV, episodio 3x05 (2005)
- The Big Bang Theory – serie TV, episodio 1x07 (2007)
- Wildlife, regia di Tucker Gates – film TV (2007)
- Due uomini e mezzo (Two and a Half Men) – serie TV, 8 episodi (2007-2014)
- Five Year Plan, regia di Gail Mancuso – film TV (2008)
- Psych – serie TV, episodio 3x10 (2009)
- How I Met Your Mother – serie TV, episodio 4x15 (2009)
- Provaci ancora Gary (Gary Unmarried) – serie TV, 17 episodi (2009-2010)
- Drop Dead Diva – serie TV, 9 episodi (2009-2011)
- Il ragazzo che gridava al lupo... Mannaro (The Boy Who Cried Werewolf), regia di Eric Bross – film TV (2010)
- Smothered, regia di Andy Ackerman – film TV (2011)
- Royal Pains – serie TV, 73 episodi (2010-2016)
- Happy Hour – serie TV 14 episodi (2006-2008)
- Love Training - Lezioni d'amore (How to Fall in Love), regia di Mark Griffiths – film TV (2012)
- Giugno in gennaio (June in January), regia di Mark Griffiths – film TV (2014)
- Miss Christmas, regia di M.Rohl – film TV (2017)
- 9JKL - Scomodi vicini (9JKL) – serie TV, episodio 1x09 (2017)
- Christmas in Love - Innamorarsi a Natale (Christmas in Love), regia di Don McBrearty – film TV (2018)
- La nostalgia del Natale (Nostalgic Christmas), regia di J.B. Sugar – film TV (2019)
- Grace and Frankie – serie TV, episodi 6x03-6x04 (2020)
- A Godwink Christmas: Second Chance, First Love, regia di Heather Hawthorn-Doyle – film TV (2020)
- A Dickens of a Holiday!, regia di Paul Ziller – film TV (2021)
- Matrimonio a Beverly Hills (Beverly Hills Wedding), regia di Paul Ziller – film TV (2021)
- Wedding of a Lifetime, regia di Elizabeth Avellan – film TV (2022)

## Doppiatrici italiane
Nelle versioni in italiano delle opere in cui ha recitato, Brooke D'Orsay è stata doppiata da:
- Francesca Manicone in Boygirl - Questione di ...sesso, American Trip - Il primo viaggio non si scorda mai, Giugno in gennaio
- Beatrice Caggiula in Love Training - Lezioni d'amore, How I Met Your Mother
- Myriam Catania in Royal Pains, Matrimonio a Beverly Hills
- Selvaggia Quattrini in Provaci ancora Gary, Come in una favola (2022)
- Jolanda Granato in Il ragazzo che gridava al lupo... Mannaro
- Alessandra Barzaghi in The Big Bang Theory
- Valentina Favazza in Due uomini e mezzo
- Perla Liberatori in Due uomini e mezzo (ep. 4x16)
- Domitilla D'Amico in Drop Dead Diva
- Federica De Bortoli in Psych
- Eleonora Reti ne La nostalgia del Natale

Da doppiatrice è sostituita da:
- Monica Ward in 6teen